# Inteligență „roi”
Inteligența „roi” (din engleză: swarm intelligence), numită și inteligență colectivă sau de grup, reprezintă o abordare a inteligenței artificiale asemenea rețelelor neuronale. În acest caz programatorii studiază și modelează comportarea inteligentă la sisteme naturale ca de exemplu inteligența microbiană, creșterea bacteriilor, la roiurile de albine sau coloniile de furnici, chiar dacă, la nivel individual, fiecare în parte nu e neapărat "inteligent", ci doar urmează reguli simple. Se urmăresc și se analizează relații din mediul natural, cum ar fi relația pradă-prădător. În acest fel se poate deduce modul cum funcționează inteligența într-un grup de vietăți sau și sisteme, plecând de la reguli simple și ajungând la un nivel de comportament individual. Se ajunge la realizarea și dezvoltarea unor sisteme inteligente creând programe agent care imită comportamentul acestor sisteme naturale.
Expresia în engleză (Swarm intelligence) a fost introdusă de Gerardo Beni și Jing Wang în 1989, în contextul sistemelor celulare robotice. Cu toate acestea, ideea a fost examinată anterior în detaliu de Stanislav Lem în romanul Niezwyciężony  (Invincibilul, 1964).
Aplicarea principiilor roiului în robotică  se numește robotică-roi (swarm robotics), în timp ce "inteligența roiurilor" se referă la un set mai general de algoritmi. "Predicția roiurilor" a fost utilizată în contextul problemelor de prognoză.